# Рубьера
Рубьера (итал. Rubiera) —  город в Италии, в провинции Реджо-нель-Эмилия области Эмилия-Романья.
Население составляет 13 041 человек (на 2004 г.), плотность населения составляет 515,45 чел./км². Занимает площадь 25,3 км². Почтовый индекс — 42048. Телефонный код — 0522.
Покровителем коммуны почитается  священномученик Власий Севастийский, празднование 3 февраля.